# Almudena Muñoz
Almudena Muñoz Martínez (ur. 4 listopada 1968 w Walencji) – hiszpańska judoczka, startująca w wadze półlekkiej (52 kg).
Na Igrzyskach Olimpijskich w Barcelonie w 1992 zdobyła złoty medal. W finałowej walce turnieju wygrała z Japonką Noriko Mizoguchi. W Atlancie w 1996 zajęła piąte miejsce. Ma w swoim dorobku również tytuł mistrzyni Europy (Ateny 1993). 2 października 1993 w Hamilton w kanadyjskiej prowincji Ontario została wicemistrzynią świata. Do jej osiągnięć należy również brązowy medal igrzysk śródziemnomorskich (Bari 1997). Czterokrotnie była mistrzynią Hiszpanii (1989, 1993, 1995, 1997).